# Priconodon
Priconodon là một chi khủng long, được Marsh mô tả khoa học năm 1888.